# Замошшя (Торошинська волость)
Замошшя (рос. Замошье) — присілок в Псковському районі Псковської області Російської Федерації.
Населення становить 24 особи. Входить до складу муніципального утворення Торошинська волость.

## Історія
Від 2015 року входить до складу муніципального утворення Торошинська волость.

## Населення
| 2001 | 2002 | 2010 |
| ---- | ---- | ---- |
| 45   | ↘37  | ↘24  |